# Lanzhousaurus magnidens
Lanzhousaurus är ett släkte av dinosaurier som hittades år 2005. Lanzhousaurus levde i Gansu-regionen i det som idag är Kina under äldre krita. Fyndet består av ett fragmentariskt skelett. Typarten, som beskrevs av You, Ji och Li, är Lanzhousaurus magnidens. 
Den är kanske mest anmärkningsvärd för dess "häpnadsväckande stora tänder" som är bland de allra största hos någon växtätande varelse någonsin, vilket visar på att den är en iguanodont. Underkäkarna är över en meter långa och föreslår att detta var ett mycket stort djur.